# Bolsa de Valores de Stuttgart
La Bolsa de Valores de Stuttgart (en alemán: Börse Stuttgart) es el sexto grupo de bolsas más grande de Europa. Sus pilares estratégicos se encuentran en el negocio de los mercados de capitales, así como en el negocio digital y de criptomonedas. El grupo de Bolsa de Valores de Stuttgart emplea a unas 700 personas en sus ubicaciones en Stuttgart, Berlín, Fráncfort del Meno, Liubliana, Milán, Estocolmo y Zúrich, y posee un total de 16 licencias de autoridades supervisoras en Alemania, Suecia y Suiza.

## Negocios de mercados de capitales
En su negocio de mercados de capitales, el grupo de Bolsa de Valores de Stuttgart opera tres bolsas de valores en Alemania, Suecia y Suiza: Bolsa de Valores de Stuttgart, Nordic Growth Market y BX Swiss. La Bolsa de Valores de Stuttgart es la bolsa líder en Alemania para valores estructurados y negociación de bonos corporativos. NGM y BX Swiss son las segundas bolsa más grande en Suecia y Suiza, respectivamente. En estas tres bolsas se listan más de dos millones de valores. Además, el grupo opera la plataforma regulada de negociación de valores sin comisiones TradeRebel en Alemania y la red europea de negociación extrabursátil Cats. El grupo también incluye a Euwax AG, un bróker que actúa internacionalmente como proveedor de liquidez en la negociación de valores y criptomonedas.

## Börse Stuttgart Digital
El grupo de Bolsa de Valores de Stuttgart ha consolidado todo su negocio digital y de criptomonedas bajo la marca Börse Stuttgart Digital. Actuando como proveedor de infraestructura, Börse Stuttgart Digital ofrece a clientes institucionales servicios de negociación y corretaje, así como servicios de custodia de criptomonedas. Para los clientes minoristas, ofrece la aplicación Bison. Aproximadamente un millón de usuarios finales utilizaron las ofertas de criptomonedas de Börse Stuttgart Digital en 2024. El negocio digital y de criptomonedas representa el 25% de los ingresos del grupo de la Bolsa de Valores de Stuttgart.

### Para clientes institucionales
Börse Stuttgart Digital es un proveedor de infraestructura para bancos, brókers y otras instituciones financieras en Europa. Proporciona aplicaciones de corretaje institucional para el comercio bilateral OTC de activos digitales. Börse Stuttgart Digital Custody posee la licencia de custodia de criptomonedas desde marzo de 2023 y la licencia europea MiCAR desde enero de 2025, otorgadas por la Autoridad Federal de Supervisión Financiera (BaFin) de Alemania. Börse Stuttgart Digital Exchange es un mercado regulado para el comercio de criptomonedas, lanzado como una plataforma de negociación multilateral en 2019. En 2024, Börse Stuttgart Digital se convirtió en el proveedor de infraestructura de DZ Bank y el grupo financiero cooperativo alemán para el corretaje y la custodia de criptomonedas. El proveedor suizo de software de inversión Profidata integró las aplicaciones de corretaje y custodia de Börse Stuttgart Digital en su oferta para clientes institucionales.

### BISON
Bison es la aplicación de negociación de criptomonedas de la Bolsa de Valores de Stuttgart para clientes europeos. Los usuarios pueden comprar y vender 27 criptomonedas como Bitcoin (BTC), Bitcoin Cash (BCH), Chainlink (LINK), Ethereum (ETH), Litecoin (LTC), Ripple (XRP) y Uniswap (UNI) a través de Euwax AG, que actúa como bróker ejecutor. Las criptomonedas se mantienen en custodia de manera fiduciaria por Börse Stuttgart Digital Custody GmbH.

## Historia
El primer predecesor de la Bolsa de Valores de Stuttgart fue fundado en 1860 como Industrie-Börsenverein (una asociación local de bolsa industrial).
El 12 de marzo de 1860, tuvo lugar la primera reunión de comerciantes de textiles en el Königsbau. El 11 de febrero de 1861, se fundó el Stuttgarter Börsenverein, lo que llevó a la inauguración de una bolsa de valores, que sirvió como el predecesor directo de la posterior Bolsa de Valores de Stuttgart.
En mayo de 1877, Carlos I de Wurtemberg, junto con el consejo municipal de Stuttgart, emitió un decreto autorizando las regulaciones de bolsa y corretaje. Tras este decreto, los tribunales comenzaron a reconocer los precios establecidos por la bolsa.
Desde 1866, los periódicos diarios de Wurtemberg habían estado publicando una hoja diaria de cotización de precios de bolsa, y en 1881 apareció la primera hoja de cotización oficial. En los años siguientes, la industria textil fue reemplazada como sector líder por la ingeniería mecánica y automotriz, la química y la ingeniería eléctrica. En 1882, la bolsa de valores recibió su primera conexión telefónica, lo que aceleró el procesamiento de órdenes.
Las bolsas de valores alemanas no operaron durante la Primera Guerra Mundial y la Bolsa de Valores de Stuttgart permaneció cerrada hasta 1919.
Como resultado de la crisis económica global y las pérdidas masivas de precios, Bolsa de Valores de Stuttgart cerró nuevamente durante varios meses en 1931.
Debido a los bombardeos aéreos, la Bolsa de Valores de Stuttgart tuvo que trasladarse en 1944. Después de la Segunda Guerra Mundial, se reanudaron las operaciones en noviembre de 1945 en el edificio quemado de la Württembergische Landeskreditanstalt. Tras la reforma monetaria alemana de 1948 y la reorganización de valores, se reanudó el comercio oficial en la bolsa.
La Bolsa de Valores de Stuttgart se trasladó nuevamente dentro de Stuttgart en 1969 y en 1974, comenzó el procesamiento electrónico de transacciones bursátiles. El segmento de negociación Euwax para derivados titulizados se estableció en 1999.
En noviembre de 2008, la Bolsa de Valores de Stuttgart adquirió Nordic Growth Market AB (NGM), la segunda bolsa de valores más grande de Suecia. El segmento NDX de NGM para derivados titulizados no solo está activo en Suecia, sino también en Finlandia desde 2010, en Noruega desde 2011, y en Dinamarca desde 2016.
En 2014, la Bolsa de Valores de Stuttgart adquirió el 90 % de la red de negociación OTC Cats de Citigroup. En 2017, la Bolsa de Valores de Stuttgart adquirió la mayoría de las acciones de BX Swiss AG, completando la adquisición en 2018.
En enero de 2019, la Bolsa de Valores de Stuttgart lanzó la aplicación Bison, en ese momento la única aplicación de negociación de criptomonedas respaldada por una bolsa de valores tradicional. El negocio digital institucional de la Bolsa de Valores de Stuttgart se estableció en 2022. En 2023, Axel Springer SE y SBI Digital Asset Holding profundizaron su inversión en todo el negocio digital y de criptomonedas de la Bolsa de Valores de Stuttgart, que desde entonces se ha agrupado bajo la marca Börse Stuttgart Digital. En marzo de 2023, Börse Stuttgart Digital Custody GmbH recibió la licencia para sus operaciones como custodio de criptomonedas por parte de la Autoridad Federal de Supervisión Financiera (BaFin) de Alemania.
En 2022, se negociaron por primera vez valores tokenizados en BX Swiss como parte de una prueba de concepto. Las transacciones comerciales se procesaron a través de una blockchain. La Bolsa de Valores de Stuttgart también se abrió al segmento de comercio de valores sin comisiones. Esto incluyó una oferta de BX Swiss en Suiza y el lanzamiento de la plataforma de negociación regulada TradeRebel en Alemania.
A principios de 2023, la Bolsa de Valores de Stuttgart lanzó el segmento Easy Euwax, que permitió el comercio de valores estructurados sin comisiones. En diciembre de 2023, la Bolsa de Valores de Stuttgart estableció una colaboración estratégica con la empresa financiera suiza Leonteq, que adquirió una participación del 10 % en BX Swiss.